# Irena Márnotová
Irena Márnotová (* 20. května 1944) byla slovenská a československá politička Komunistické strany Slovenska a poslankyně Sněmovny lidu Federálního shromáždění za normalizace.

## Biografie
K roku 1976 se profesně uvádí jako dělnice. Ve volbách roku 1976 zasedla do Sněmovny lidu (volební obvod č. 168 - Liptovský Mikuláš, Středoslovenský kraj). Ve Federálním shromáždění setrvala do konce funkčního období, tedy do voleb roku 1981.